# Elvy B. Roberts
Elvy Benton Roberts (* 21. August 1917 in Manchester, Clay County, Kentucky; † 11. Oktober 2005 in Alameda, Alameda County, Kalifornien) war ein Generalleutnant der United States Army. Er war unter anderem Kommandeur der 6. Armee. 

## Leben

### Ausbildung
Roberts war ein Sohn von Faris Roberts (1885–1929) und dessen Frau Iola Hatton (1887–1985). Er studierte bis 1939 an der Eastern Kentucky University. Im Jahr 1943 absolvierte die United States Military Academy in West Point. Nach seiner Graduation wurde er als Leutnant in das Offizierskorps des Heeres aufgenommen. In der Armee durchlief er anschließend alle Offiziersränge vom Leutnant bis zum Drei-Sterne-General.
Sein Abschluss an der Militärakademie im Jahr 1943 fand während des Zweiten Weltkriegs statt. Roberts wurde in der Folge auf dem europäischen Kriegsschauplatz eingesetzt, wo er in zwei Regimentern der 101. Luftlandedivision unter anderem als Fallschirmspringer tätig war. Er nahm an mehreren Schlachten teil, wozu auch die Abwehr der deutschen Ardennenoffensive gehörte.

### Militärische Karriere
Nach dem Krieg setze er seine Offizierslaufbahn fort. Dabei war er unter anderem fünf Jahre lang in Fort Benning in Georgia stationiert. Er war drei Jahre in Deutschland und vier Jahre lang in Fort Bragg in North Carolina tätig. An all diesen Standorten war mit unterschiedlichen Tätigkeiten und Aufgaben betraut. Später war Roberts auch Stabsoffizier beim Chief of Staff of the Army in Washington.
In den Jahren 1959 und 1960 war Roberts als militärischer Berater im Iran. Im Jahr 1961 erhielt er das Kommando über die 1st Airborne Battle Group, die zur 101. Luftlandedivision gehörte. Danach wurde er Stabschef der 11th Air Assault Division. Roberts war zwei Mal mit der 1. Kavalleriedivision im Vietnamkrieg eingesetzt. In den Jahren 1965 und 1966 kommandierte er dort zunächst die 1. Brigade dieser Division. Danach war er als Stabsoffizier beim Military Assistance Command, Vietnam dem Hauptquartier der dortigen amerikanischen Truppen. Für seine militärischen Leistungen wurde er mit dem Silver Star ausgezeichnet. Zwischen Mai 1969 und Mai 1970 war Roberts kommandierender General der 1. Kavalleriedivision und mit dieser zum zweiten Mal in Vietnam eingesetzt. Für seinen Einsatz erhielt er ein weiteres Mal den Silver Star Orden.
Nach dem Ende seines Kommandos über die 1. Kavalleriedivision wurde Roberts mit Missionen in verschiedenen Ländern wie Japan, China, Südkorea, Mexiko, Spanien und Jugoslawien betraut. Er war auch Mitglied der amerikanischen Delegation bei den Wiener Verhandlungen zur Rüstungskontrolle (Mutual and Balanced Force Reduction).
Im Jahr 1973 wurde Roberts als Nachfolger von Richard G. Stilwell zum neuen Kommandeur der 6. Armee ernannt, deren Hauptquartier sich im Presidio bei San Francisco befand. Dieses Kommando bekleidete er bis zum Jahr 1975. Nachdem er sein Amt an Edward M. Flanagan Jr. übergeben hatte, schied er aus dem aktiven Militärdienst aus.

### Zivile Karriere
In den folgenden 20 Jahren arbeitete Roberts für die in der Versicherungsbranche tätige Firma Johnson and Anton, Inc. Er war zudem auch für die in der Lebensmittelbranche Firma Guckenheimer Enterprises, Inc. tätig. Außerdem engagierte er sich im gesellschaftlichen Leben in Alameda in Kalifornien. In seinen letzten Monaten war er an Alzheimer erkrankt. Er starb am 11. Oktober 2005. Der mit Kim N. Roberts (1950–2022) verheiratete Offizier wurde auf dem San Francisco National Cemetery beigesetzt.

## Orden und Auszeichnungen
Roberts erhielt im Lauf seiner militärischen Laufbahn unter anderem folgende Auszeichnungen:
- Army Distinguished Service Medal
- Silver Star
- Bronze Star Medal
- Purple Heart